# Acie Law
Pour les articles homonymes, voir Law.
Acie Law IV (né en 1985) est un joueur américain de basket-ball drafté en 11e position par les Hawks d'Atlanta lors de la Draft 2007 de la NBA.
Il a joué dans le club universitaire des Aggies du Texas de Texas A&M.
En juin 2009, il rejoint les Warriors de Golden State en compagnie de Speedy Claxton et en échange de Jamal Crawford.
En novembre 2009, il est transféré aux Bobcats de Charlotte avec Stephen Jackson contre Raja Bell et Vladimir Radmanovic.
Puis en février 2010, il est transféré aux Bulls de Chicago.
Il signe durant l'été 2010 aux Grizzlies de Memphis.
Durant la saison 2010-2011, il retourne aux Warriors de Golden State.
Pendant l'été 2011, il signe au KK Partizan Belgrade et quitte le club début janvier 2012 pour rejoindre l'Olympiakós.